# Njengwa
Njengwa ist ein Verwaltungsbezirk (Ward) des Distrikts Nanyamba Town Council in der tansanischen Region Mtwara. 

## Geografie
Njengwa liegt im Südosten von Tansania etwa 50 Kilometer südwestlich von Mtwara. Bei der Volkszählung 2022 lebten hier 8675 Menschen in 2451 Haushalten.

## Gliederung
Der Bezirk besteht aus sieben Gemeinden (Mtaa) mit 25 Orten (Kitongoji):
| Njengwa - Njengwa Shuleni - Sekondari - Ukombozi - Amani | Njengwa Sokoni - Sokoni - Kilimahewa - Shangani - Unguja | Mtendachi Juu - Namambi Chini - Mtendachi - Minazini | Narunga - Bara - Pwani - Tulia - Mshikamano | Majengo - Shangani - Jamaika - Namitwe | Nang'awanga - Mzalendo - Mwenge - Shuleni | Ziwani Juu - Zingatia - Bondeni - Juhudi - Muungano |

## Wirtschaft und Infrastruktur
- Gesundheit: Im Ort Majengo liegt ein staatliches Gesundheitszentrum, das ambulante Patienten behandelt. In den Orten Njengwa[6] und Narunga[7] befindet sich je eine Apotheke.
- Bildung: Die Njengwa Secondary School ist eine staatliche weiterführende Schule für Burschen und Mädchen bis zur 4. Stufe.[8]